# زبان کشتواری
زبان کِشتواری کویش یا زبانی از خانواده هندوآریایی، زیرشاخهٔ زبان کشمیری و بسیار متأثر از  پاهاری غربی است. کشتواری در بخش جامو و بخش کشتوار در جامو و کشمیر در میان هندوان گویشورانی دارد.